# Leptoxis vittata
Leptoxis vittata је пуж из реда Sorbeoconcha и фамилије Pleuroceridae.

## Угроженост
Ова врста је наведена као изумрла, што значи да нису познати живи примерци.

## Распрострањење
Ова врта је била ендемска на подручју САД.

## Станиште
Раније станиште врсте су била слатководна подручја.